# El Cuajilote, Jamapa
El Cuajilote är en ort i Mexiko.   Den ligger i kommunen Jamapa och delstaten Veracruz, i den sydöstra delen av landet, 300 km öster om huvudstaden Mexico City. El Cuajilote ligger 27 meter över havet och antalet invånare är 128.
Terrängen runt El Cuajilote är platt. Runt El Cuajilote är det ganska glesbefolkat, med 48 invånare per kvadratkilometer. Närmaste större samhälle är Veracruz, 18,6 km nordost om El Cuajilote. Omgivningarna runt El Cuajilote är en mosaik av jordbruksmark och naturlig växtlighet.